# 太湖源镇
太湖源镇，中国浙江省杭州市临安区下辖的一个镇，地处浙江省杭州市临安区西北部，是临安区地域面积最大的乡镇。

## 辖区
该镇辖有：浪口村、杨桥村、指南村、碧淙村、青云村、夏村、横徐村、畈龙村、射干村、
里畈村、金岫村、众社村、高云村、南庄村、上阳村、光辉村、东天目村、临目村、白沙村、东坑村。